# Asterix a Obelix
Asterix a Obelix (ve francouzském originále Astérix et Obélix contre César) je celovečerní hraný film z roku 1999 režiséra Claude Zidiho. Jde o první ze série hraných filmů na základě komiksů o Asterixovi Goscinnyho a Uderza. Film kombinuje prvky několika Asterixových příběhů: Asterix z Galie, Věštec, Asterix a Gótové, Asterix legionářem, Asterix gladiátorem, Asterix a Kleopatra a Nesvár. Ve filmu účinkují Christian Clavier, Gérard Depardieu, Roberto Benigni a Michel Galabru.
V době svého vydání šlo o nejdražší film v historii francouzské kinematografie. V roce 2002 byl překonán druhým dílem Asterix a Obelix: Mise Kleopatra.

## Děj
Julius Caesar slaví vítězství nad celou Gálií, ale Lucius Detritus mu sděluje, že jedna malá vesnice stále odolává mnohonásobné přesile římského vojska. Poté Detritus odcestuje do kasáren v blízkosti vesnice, kde mu Centurion Caius Bonus vysvětluje, že Galům jejich druid Panoramix vaří kouzelný nápoj, který je dělá neporazitelnými. Detritus se rozhodne, že získá nápoj pro sebe.
Do vesnice zavítá falešný věštec, který Galům předpovídá příchod Římanů s pokladem. Všichni ho ve vesnici s nadšením přijmou kromě Asterixe, který ho považuje za šarlatána. Když do vesnice přijíždí výběrčí daní, je i se svým vojskem násilně vyhozen a oloupen o truhlu s penězi. Všichni mimo Asterixe se rozhodnou si truhlu nechat. Věštec později omámí Asterixe halucinogenními houbami, aby mohl truhlu ukrást. Krádež truhly se donese k Caesarovi, který po Detritovi požaduje podmanění galské vesnice, jinak ho předhodí lvům.
Detritus se svými muži se převlečou za druidy a unesou Panoramixe, když se účastní druidovské konference. Asterix a Obelix se vydají Panoramixe zachránit, ale jsou od sebe odděleni. Zatímco Obelix převlečený za legionáře se stane Detritovým osobním strážcem, Asterix je zavřen do žaláře k Panoramixovi, kde oba dva odolávají požadování kouzelného nápoje. Jenže když se Detritus rozhodne mučit Idefixe (Obelixova malého pejska), Panoramixovi nezbude nic jiného než nápoj uvařit. Detritus ho použije k uvěznění Caesara v železné masce. Asterix poté musí projít arénou přes různá nebezpečná zvířata, aby se dostal až k Detritovi a zachránil si tak život, jenže Detritus na něj pošle nestvůru, která ho začne škrtit a zoufalý Asterix se snaží dovolat pomoci u Obelixe. Ten ho nakonec vyslyší a nestvůru zneškodní. Poté společně vysvobodí Panoramixe, Idefixe i Caesara.
Caesar prosí Galy, aby mu pomohli porazit Detrita, který mezitím za použití svého kouzelného nápoje útočí na vesnici. Panoramix uvaří speciální kouzelný nápoj s mlékem dvouhlavého jednorožce (od velmi starého dědy), který vytvoří armádu klonů Asterixe a Obelixe. Caesar se poté opět vrátí k moci a udělí vesnici milost.

## Obsazení
| Christian Clavier    | Asterix            |
| Gérard Depardieu     | Obelix             |
| Roberto Benigni      | Lucius Detritus    |
| Michel Galabru       | Abraracourcix      |
| Gottfried John       | Julius Caesar      |
| Claude Piéplu        | Panoramix          |
| Daniel Prévost       | Prolix             |
| Pierre Palmade       | Troubadix          |
| Laetitia Casta       | Falbala            |
| Arielle Dombasle     | paní Agecanonixová |
| Marianne Sägebrecht  | Bonnemine          |
| Jean-Pierre Castaldi | Caius Bonus        |
| Jean-Roger Milo      | Cetautomatix       |
| Jean-Jacques Devaux  | Ordralfabetix      |
| Hardy Krüger Jr.     | Tragikomix         |
| Michel Muller        | Zlosinus           |
| Olivier Achard       | Anorexix           |
| Jacques Delaporte    | Alambix            |
| Philippe Lehembre    | druid              |

## České znění
- Pavel Trávníček – Asterix
- Jiří Štěpnička – Obelix
- Jiří Prager – Lucius Detritus
- Soběslav Sejk – Abraracourcix
- Karel Heřmánek – Julius Caesar
- Otakar Brousek st. – Panoramix
- Vladimír Brabec – Prolix
- Josef Carda – Troubadix
- Sabina Laurinová – Falbala
- Petra Hanžlíková – paní Agecanonixová
- Ludmila Molínová – Bonnemine
- Miroslav Moravec – Caius Bonus
- Ivan Vyskočil - Ordralfabetix
- Bohdan Tůma - Cetautomatix
- Jiří Knot - Zlosinus
- Roman Hájek - Tragikomix

## Ocenění
- Golden Screen (1999)
- Bogey Awards (1999)
- Bavarian Film Awards (2000)

## Pokračování
- Asterix a Obelix: Mise Kleopatra (2002)
- Asterix a Olympijské hry (2008)
- Asterix a Obelix ve službách Jejího Veličenstva (2012)
- Asterix a Obelix: Říše středu (2023)